# 周瑄
周瑄（1407年—1484年），字廷玉，山西省太原府陽曲縣（山西省太原市）人，明朝政治人物。
周瑄出生國學，正統年間，授刑部主事。正統十三年，升爲刑部員外郎。次年，在土木之變中受傷，后回朝，授刑部郎中。景泰元年，因吏部尚書王直舉薦，升爲刑部右侍郎。之後出賑災順天、河間等地。之後升爲左侍郎。天順七年，掌管工部事。成化年間，升爲右都御史，后督理南京糧儲。之後升南京刑部尚書。死後，贈太子少保，諡莊懿。
有子周經、周紘。周瑄墓今为南京市文物保护单位。